# Swings
Pour les articles homonymes, voir Swings (homonymie).
Moon Ji-hoon (hangeul: 문지훈, né le 14 octobre 1986), mieux connu sous son nom de scène Swings (hangeul: 스윙스), est un rappeur sud-coréen. Anciennement sous contrat avec le label Brand New Music, il est actuellement sous son propre label Just Music Entertainment,.

## Carrière
Swings débute en 2008 avec l'EP Upgrade. Il rejoint le groupe hip-hop Uptown en 2009 mais le quitte à la fin de l'année. Il sort son premier album complet Growing Pains en 2010.
Il gagne en popularité après avoir participé à la deuxième saison de l'émission de compétition de rap Show Me the Money en 2013. Cet été, Swings a déclenché un control diss phenomenon au sein de la scène hip-hop coréenne avec la sortie de ses diss tracks "King Swings Part 2" sur l'instrumentale de "Control" du rappeur américain Big Sean, dans laquelle il accuse le rappeur Simon Dominic de ne pas avoir protégé un membre de son groupe Supreme Team, E-Sens, d'un contrat d'esclavage avec le label Amoeba Culture,. Swings a été nommé Artiste de l'année 2013 par le magazine coréen de hip-hop Hiphop Playa.
En 2014, il revient dans Show Me the Money en tant que producteur dans la troisième saison aux côtés de rappeurs établis tels que San E et Tablo du groupe Epik High.
Swings quitte le label Brand New Music en août 2014 pour se concentrer sur son propre label, Just Music Entertainment. Le label représente actuellement les rappeurs Black Nut, Giriboy, Genius Nochang,

## Vie privée
Swings parle couramment l'anglais, il a en effet vécu à Atlanta aux États-Unis et étudié cette langue à l'Université Sungkyunkwan.
Il s'engage au service militaire coréen en novembre 2014 malgré le fait qu'il en soit exempt dû à des troubles psychologiques. Il a été renvoyé de l'armée en septembre 2015 à cause de sa santé mentale. Swings a déclaré qu'il reçoit des traitements depuis sa jeunesse pour des troubles comme les TOC, le PTSD, la dépression et le trouble bipolaire.

## Discographie

### Albums
- Growing Pains (2010)
- Upgrade II (2011)
- Vintage Swings (2014)

### EPs
- Upgrade (2008)
- Swings #1 Mixtape Vol. II (2013)
- Mood Swings II, Pt. I: Major Depression (2014)
- Mood Swings II Pt. 2: Obsessive Compulsive Disorder (2014)

### Singles
- "500Bombs" (2010)
- "Instinctively Remix" (avec Yoon Jong Shin et Taeyang) (2011)
- "Stand Up, Japan!" (avec Beenzino, San E, Verbal Jint, Dead'p, L.E.O, Baby Bu et Dawn) (2011)
- "I'll Be There" (ft. Jay Park) (2011)
- "It's All Good" (2011)
- "Swings Rising" (2011)
- "The King Is Back" (2011)
- "I'm Strong" (ft. RIMI et Optical Eyez XI) (2011)
- "Arrogant Bastard" (2011)
- "Would You?" (ft. Seo In-guk) (2013)
- "A Real Lady" (ft. Beenzino, Gray et Zion.T) (2013)
- "Rain Showers" (avec Giriboy et C Jamm) (2014)
- "Hongkiyoung #2" (avec Giriboy et Nochang) (2014)
- "I'm Going" (avec Giriboy, C Jamm et Vasco) (2014)
- "Fallin'" (2014)
- "Just" (avec Giriboy, Vasco et Nochang) (2014)
- "The Wrong Way" (ft. Dok2 et Nochang) (2014)
- "Pool Party" (2014)
- "A Real Man" (avec Ailee) (2014)
- "Rap Star" (2014)
- "Be Right Back" (2014)

### Singles d'OST
- "Money" (avec P-Type et Kang Min-hee) tiré de l'OST de Incarnation of Money (2013)
- "Trap" (avec Yu Sung-eun) tiré de l'OST de My Secret Hotel (2014)

### Morceaux classés
| Année | Titre                                                                               | Meilleure position | Ventes          |
| Année | Titre                                                                               | COR                | Ventes          |
| ----- | ----------------------------------------------------------------------------------- | ------------------ | --------------- |
| 2010  | "Instinctively" (par Yoon Jong Shin ft. Swings)                                     | 1                  |                 |
| 2011  | "Banana" (par G.NA ft. Swings et JC지은)                                            | 30                 |                 |
| 2012  | "Happy Brand New Year" (avec Verbal Jint, Phantom, As One, Miss $, N-SON et Bumkey) | 24                 |                 |
| 2013  | "Would You?" (ft. Seo In-guk)                                                       | 28                 |                 |
| 2013  | "A Real Lady" (ft. Beenzino, Gray et Zion.T)                                        | 9                  | - COR: 315,639+ |
| 2013  | "That You're Mine" (par Huh Gak ft. Swings)                                         | 1                  | - COR: 574,203+ |
| 2013  | "Where Did You Sleep" (par San E ft. Verbal Jint et Swings)                         | 9                  |                 |
| 2014  | "You Make Me Feel Brand New" (avec Verbal Jint, San E, Bumkey, Phantom et Kanto)    | 13                 |                 |
| 2014  | "Black" (par 40 ft. Swings)                                                         | 36                 |                 |
| 2014  | "Just Another Rapper" (avec Verbal Jint et San E)                                   | 23                 |                 |
| 2014  | "The Wrong Way" (ft. Dok2 et Nochang)                                               | 73                 |                 |
| 2014  | "Her Number" (ft. Verbal Jint et 40)                                                | 9                  |                 |
| 2014  | "Gravity" (ft. Mad Clown et Giriboy)                                                | 34                 |                 |
| 2014  | "Pool Party"                                                                        | 14                 |                 |
| 2014  | "A Real Man" (avec Ailee)                                                           | 4                  | - COR: 509,564+ |